# Karen Ann Quinlan
Karen Ann Quinlan (geboren 29. März 1954 in  Scranton (Pennsylvania); gestorben 11. Juni 1985 in Morris Township, New Jersey) war eine US-amerikanische Frau, die im Mai 1975 vermutlich aufgrund von Drogenkonsum auf einer Feier einen Kreislaufstillstand und in der Folge ein apallisches Syndrom entwickelte. Durch den Rechtsstreit ihrer Eltern um die Einstellung ihrer Beatmung wurde sie zu einer wichtigen Figur in der kontroversen Debatte um die passive Sterbehilfe durch Behandlungsverzicht. Ihr Schicksal war bedeutsam für die Einführung klinischer Ethik-Komitees in den Vereinigten Staaten.

## Herkunft
Karen Ann Quinlan war irisch-amerikanischer Abstammung und die Adoptivtochter des Lagerverwalters Joseph und der Sekretärin Julia, beide strenge Katholiken. Diese hatten neben Karen Ann noch zwei leibliche Kinder, geboren 1956 und 1957.

## Erkrankung
Nachdem Karen Ann Quinlan am 14. Mai 1975 auf einer Tanzfeier einen Kreislaufstillstand erlitten und ihre Atmung für zweimal 15 Minuten ausgesetzt hatte, fiel sie in ein Koma. Die genauen Hintergründe ihres Zusammenbruchs konnten nicht geklärt werden. Die Eltern nahmen als Ursache an, dass sie eine Diät machte und auf der Feier Tabletten und Alkohol konsumierte. Karen Ann wurde dann im katholischen St. Clare’s Hospital in Denville Township (New Jersey) mit einem Respirator künstlich beatmet.

## Rechtsstreit
Karen Ann befand sich aus ärztlicher Sicht auf Dauer in einem apallischen Syndrom mit schwerer, irreversibler Gehirnschädigung, in dem sie weder logisch denken noch Dinge um sie herum wahrnehmen und empfinden konnte. Aus diesem Grund beantragten ihre Eltern bei Gericht in Morristown (New Jersey), das Beatmungsgerät abstellen lassen zu dürfen, damit ihre Tochter eines natürlichen Todes sterben könne. Sie begründeten es damit, dass ihre Tochter gewünscht habe, nicht mit „außergewöhnlichen Methoden“ (extraordinary means of treatment) im Sinne der katholischen Theologie am Leben erhalten werden zu wollen. Auch eine Freundin bestätigte diese Einstellung und verwies darauf, wie Karen Ann den Krebstod eines Bekannten miterlebt hatte. Die behandelnden Ärzte jedoch lehnten das Ansinnen eines Behandlungsverzichtes auf intensivmedizinische Maßnahmen ab, „weil eine solche Entscheidung die derzeitigen Grundsätze der praktischen Medizin verletzen würde“. Dies führte zu einer kontroversen Auseinandersetzung zum Thema Sterbehilfe unter Ärzten und in der Öffentlichkeit.
Die Eltern prozessierten zunächst beim New Jersey Trial Court gegen diese Auffassung. Sie hatten 1975 damit allerdings keinen Erfolg, da sich das Gericht verpflichtet sah, „das Leben eines hilflosen und invaliden Menschen zu schützen.“ Es gebe kein Recht auf Sterben, das von einer anderen als der betroffenen Person eingeklagt werden könne.
In der nächsten Instanz erreichten sie jedoch am 31. März 1976 beim New Jersey Supreme Court ein bahnbrechendes Urteil. Schlussendlich wurde die Einstellung lebensverlängernder Maßnahmen erlaubt, da das Gericht das „Right of privacy“ der Patientin vor das staatliche Interesse am Lebensschutz und die Berufsfreiheit des Arztes stellte.
In Anbetracht der Argumentation des Vaters der Patientin holte das Gericht den Rat des katholischen Bischofs Lawrence B. Casey ein und zitierte in seinem Urteil längere Teile aus dessen Stellungnahme. Der Bischof bezog sich auf eine „allocutio“ Papst Pius’ XII. vom 24. November 1957 und kam zu dem Schluss, dass Wiederbelebungsversuche hier eingestellt werden könnten, auch wenn sie den Tod der Patientin zur Folge hätten. „Außergewöhnliche Methoden“ der Lebenserhaltung, wie die künstliche Beatmung, einzustellen, sei eine moralisch korrekte Entscheidung.
Das Urteil führte dazu, dass am 17. Mai 1976 das Beatmungsgerät abgeschaltet wurde. Allerdings hatte sich die Atmung von Karen Ann Quinlan anschließend stabilisieren können, da zuvor durch eine Krankenschwester der Prozess der Beatmungsentwöhnung (weaning) durchgeführt worden war. Infolgedessen konnte sie wieder selbständig atmen und überlebte zunächst. Sie wurde von ihren Eltern gepflegt, es hieß, dass sie ihr zu jedem Geburtstag ein neues Kleid anzogen.

## Tod
Karen Ann Quinlan überlebte weitere etwa neun Jahre, bis sie 1985 im Alter von 31 Jahren an einer Lungenentzündung starb. Sie hatte das Bewusstsein nicht wieder erlangt und war auf die künstliche Ernährung mittels einer Magensonde sowie auf antibiotische Therapie angewiesen gewesen.
Die unmittelbare Todesursache war nach dem Ergebnis der 13 Stunden post mortem durchgeführten Obduktion eine bakteriell verursachte Bronchopneumonie in Verbindung mit einer Endokarditis und Meningitis. Es bestanden unter anderem eine schwere Kachexie mit einem Körpergewicht von 27 kg, Kontrakturen, Muskelabbau, chronische Dekubiti und septische Embolien im Herzen, den Nieren, der Milz und dem Dünndarm. Im Gegensatz zu den ursprünglichen Erwartungen befand sich der schwerste Schaden nicht in der Großhirnrinde, sondern im Thalamus, und der Hirnstamm war relativ intakt. Dies legte die Vermutung nahe, dass der Thalamus eine wichtige Rolle für die Wahrnehmung und das Bewusstsein spielen könne.
Karen Ann Quinlan wurde auf dem Gate of Heaven Cemetery (East Hanover, New Jersey) beigesetzt.

## Exemplarische Bedeutung des Falls
Das Schicksal der Patientin und der juristische Fall lösten, ähnlich wie später bei der Kontroverse um Terri Schiavo, eine öffentliche Diskussion „um den Umfang der Patientenautonomie nicht entscheidungsfähiger Personen“ aus und wurden somit zum Präzedenzfall. Sie führten, zunächst in den Vereinigten Staaten, zur Etablierung klinischer Ethik-Komitees.
Der  New Jersey Supreme Court hatte gefordert, den Rat eines solchen Komitees einzuholen, und damit dessen Status höchstrichterlich bestätigt. Um den einzelnen Arzt zu entlasten, der aus Angst vor zivil- oder strafrechtlicher Haftung aussichtslose Behandlungen fortführen wolle, könne ein aus Ärzten, Ethikern, Juristen, Theologen, Pflegern und Laien zusammengesetztes Komitee herangezogen werden, das mit seiner interdisziplinären Besetzung dem einzelnen entscheidenden Arzt Rückhalt geben, ihn in seiner Entscheidung bestärken oder aber Bedenken anmelden könne. Dies sei praktikabler als die Herbeiführung einer gerichtlichen Entscheidung. Seit 1991 ist das Vorhandensein einer solchen beratenden Einrichtung für amerikanische Krankenhäuser verpflichtend, in Deutschland seit 1997 empfohlen.
Auch die später beginnende Einführung der Erlaubnis des ärztlich assistierten Freitodes in den USA wird auf die Diskussion um das Leben und Sterben von Quinlan zurückgeführt.

## Mediales Echo
Die Familie Quinlan veröffentlichte 1977 und 2005 zwei Bücher über den Fall. 1977 erschien der Film In the Matter of Karen Ann Quinlan (deutscher Titel: „Zum Leben verurteilt“), in dem Piper Laurie und Brian Keith Quinlans Eltern spielten. Douglas Coupland verarbeitete die Thematik 1997 in seinem Roman Girlfriend in a Coma, der 2013 verfilmt wurde.